# مدراسية
خطأ لوا في وحدة:Navbar على السطر 58: عنوان غير صحيح العصر الحجري القديم.

الثقافة المدراسية هي ثقافة أثرية تعود إلى عصور ما قبل التاريخ في الهند، ويرجع تاريخها إلى العصر الحجري القديم السفلي، وهو أقدم تقسيم فرعي في العصر الحجري. إنه ينتمي إلى صناعة أشولينية، ويعتبر بعض العلماء أن التمييز بين الثقافة المدراسية والتقاليد أشولينية الإقليمية الأوسع باطل.
تتميز الثقافة بالفؤوس الحجرية ذات الوجهين والسواطير، ولكنها تتضمن أيضًا أدوات التقشير، وميكروليث وأدوات التقطيع الأخرى. معظمها مصنوع من الكوارتزيت.
سُميت المدراسية على اسم موقع أتيرامباكام، بالقرب من مدينة مدراس (المعروفة الآن باسم تشيناي)، واكتشفها عالم الآثار والجيولوجي البريطاني روبرت بروس فوت ‏ عام 1863. يرجع تاريخ أقدم الأدوات في أتيرامباكام إلى 1.5 مليون سنة باستخدام التأريخ بالتعرض للأشعة الكونية ‏.